# Placa adriática

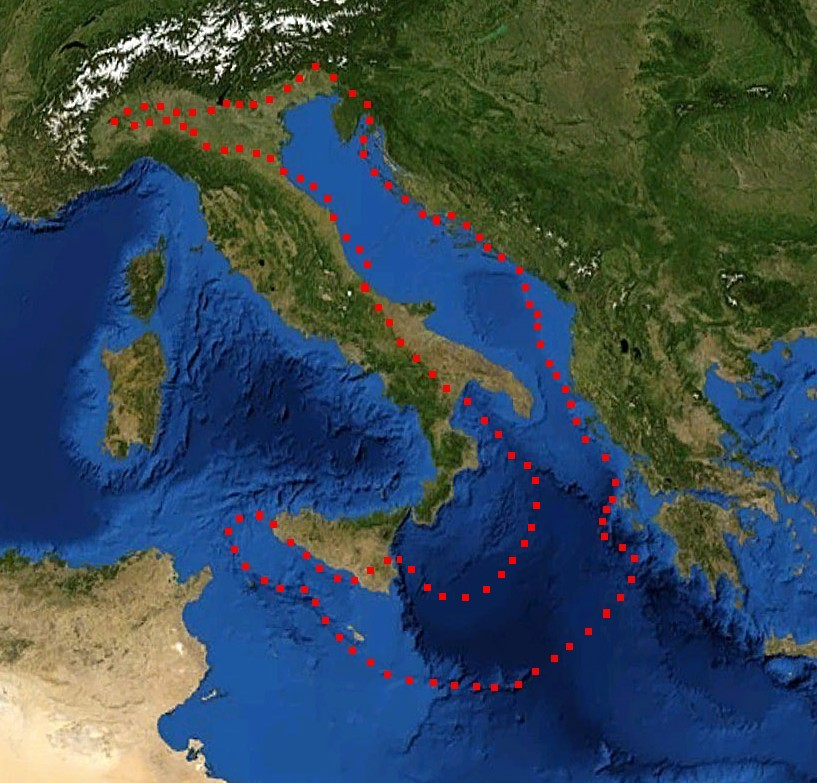
Límites de la placa adriática.

La placa Adriática  o placa de Apulia es una de las más pequeñas placas tectónicas en que se divide la litosfera de la Tierra y que se asocia con la placa Euroasiática. Comprende el norte del mar Jónico, el mar Adriático, el norte y el este de la península italiana, los Alpes meridionales y orientales. El nombre se utiliza generalmente en referencia al sector norte, deformado durante la orogenia alpina.
Está en contacto con la placa Euroasiática, la placa africana y la placa del Egeo, a través de una zona de subducción en el mar Jónico Norte, las zonas de colisión continental y fallas en los Alpes Dináricos, los Apeninos y los Alpes.
Geológicamente, la placa Adriática es un fragmento desgajado de la placa africana que se separó a lo largo de una falla transformante  en el periodo Cretácico y chocó con la placa Eurasiatica durante la orogenia alpina, formando las cadenas de los Alpes y los Apeninos y provocando fenómenos volcánicos en sur de Italia y en el mar Tirreno. Está formada principalmente por corteza continental y le corresponden el grueso de rocas sedimentarias mesozoicas, principalmente calizas y dolomias, que afloran al sur de los Alpes. 
La corteza oceánica de la placa Africana subduce por debajo de la placa Adriática a lo largo de las costas sur y oeste de la península italiana, formando un prisma de acreción sedimentario que se eleva desde el fondo del mar y continúa en el continente.
La placa Adriática se desplaza, de forma independiente de la placa Euroasiática, en dirección NNE, con un pequeño componente de rotación en sentido antihorario.